# 게이트 밸브

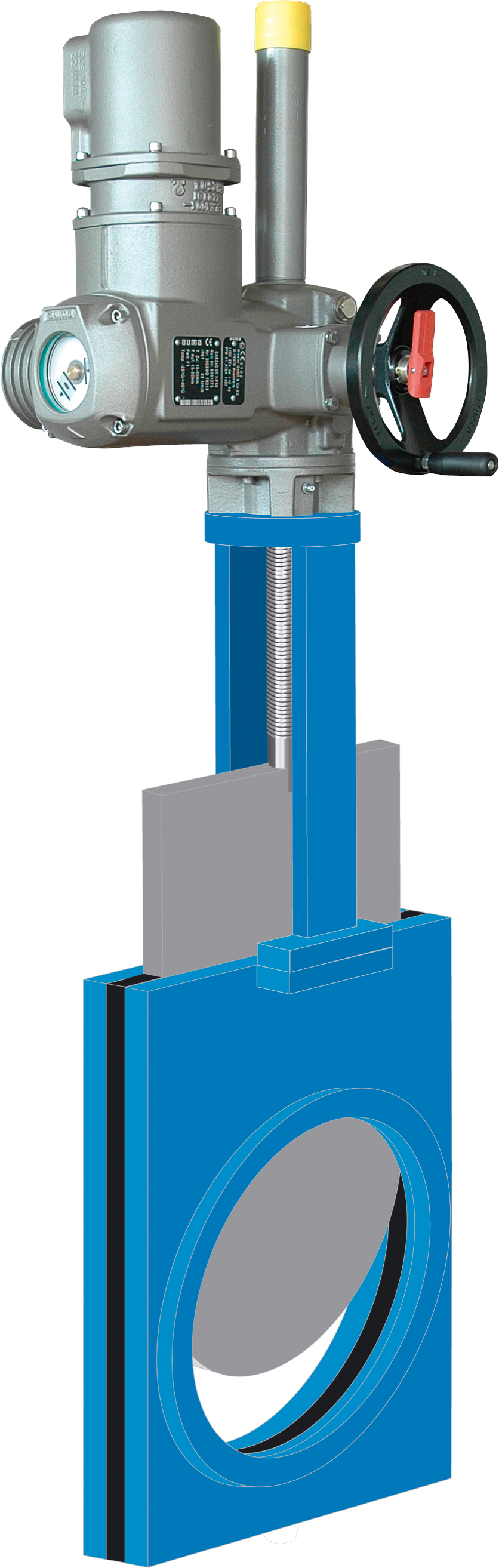

게이트 밸브(gate vale)는 슬루스 밸브(sluice vale)라고도 하며, 유체 경로에서 차단막(게이트)을 들어 올려 열리는 밸브이다. 게이트 밸브는 파이프 축을 따라 매우 작은 공간을 차지하며, 게이트가 완전히 열렸을 때 유체 흐름을 거의 제한하지 않는다. 게이트 면은 평행할 수 있지만, 밀봉 표면에 압력을 가할 수 있도록 쐐기 모양이 가장 일반적이다.

## 일반적인 용도
게이트 밸브는 글로브 밸브처럼 유량 조절보다는 액체 흐름을 차단하는 데 사용된다. 완전히 열렸을 때 일반적인 게이트 밸브는 유로에 장애물이 없어 흐름 저항이 매우 낮다. 열린 유로의 크기는 일반적으로 게이트가 이동함에 따라 비선형적으로 변한다. 즉, 유량은 스템 이동에 따라 고르게 변하지 않는다. 구조에 따라 부분적으로 열린 게이트는 유체 흐름으로 인해 진동할 수 있다.
게이트 밸브는 다른 대형 밸브보다 제작이 간편하기 때문에 주로 직경이 큰 파이프(2인치부터 가장 큰 파이프라인까지)에 사용된다.
고압에서는 마찰이 문제가 될 수 있다. 게이트가 유체의 압력에 의해 가이드 레일에 눌리기 때문에 밸브 작동이 어려워진다. 대형 게이트 밸브에는 게이트 밸브 자체를 작동시키기 전에 압력을 낮추기 위해 소형 밸브로 제어되는 바이패스가 장착되는 경우도 있다.
게이트나 시트에 별도의 씰링 링이 없는 게이트 밸브는 난방 회로나 하수관과 같이 밸브의 경미한 누설이 문제가 되지 않는 곳에 사용된다.